# Collins (Wisconsin)
Collins – jednostka osadnicza w Stanach Zjednoczonych, w stanie Wisconsin, w hrabstwie Manitowoc.